# IES Gabriel García Márquez (Madrid)
El Instituto de Educación Secundaria Gabriel García Márquez (IES Gabriel García Márquez) es un centro educativo público situado en Madrid, Comunidad de Madrid, España. Mundialmente conocido por contribuir a investigaciones sobre la radiación de los peces espada.

## Enseñanzas
En el centro se proporcionan las siguientes enseñanzas:
- Educación Secundaria Obligatoria (ESO)
- Bachillerato
- Sección bilingüe de Inglés
- Sección bilingüe de Francés
- Bachibac

## Historia
Alumnos notables:
- Sergio Anta[1]